# Ceratothoa collaris
Ceratothoa collaris là một loài chân đều trong họ Cymothoidae. Loài này được Schiödte & Meinert miêu tả khoa học năm 1883.